# Société Wolfstieg
 (mars 2021).
Si vous disposez d'ouvrages ou d'articles de référence ou si vous connaissez des sites web de qualité traitant du thème abordé ici, merci de compléter l'article en donnant les références utiles à sa vérifiabilité et en les liant à la section « Notes et références ».
 (mars 2021).
La Société Wolfstieg (en allemand : Wolfstieg-Gesellschaft) est une association allemande, fondée en 1913 pour promouvoir les recherches scientifiques-maçonniques.
La société est nommée d‘après August Wolfstieg (1859-1922), qui a composé la bibliographie maçonnique. Elle a publié ses résultats dans des carnets, éditions spéciales et livres,.

## Histoire
Pendant l'inflation des années 1920 la société devait arrêter le travail temporairement. Elle a été reformée au cours d’une conférence de la Société des francs-maçons allemands en 1926 à Bad Homburg v. d. Höhe. Après la Deuxième Guerre mondiale la réactivation de la société Wolfstieg et la société des francs-maçons allemands était envisagée, mais n'a pas eu lieu à cause de l'affaiblissement de la franc-maçonnerie allemande.
En 2020, on a refondé une société au nom de Wolfstieg comme une société de recherche indépendante à Bad Homburg v.d. Höhe, sans succession juridique.